# مركز سد الفجوة الرقمية
مركز سد الفجوة الرقمية (بالإنجليزية: The Center to Bridge the Digital Divide (CBDD)) وحدة توعية ذَاتية الاكتفاء بمُلحق بجامعة ولاية واشنطن. تأسس في عام 2001 ، كان مركز سد الفجوة الرقمية مؤسسة خاصة بتكنولوجيا المعلومات والاتصالات من أجل التنمية مُلتزمة بمساعدة السكان المحرومين من الخدمات على الاستفادة من تكنولوجيا المعلومات والاتصالات لتحسين حَياتهم وتحقيق الأهداف المَرجُوة. بخلاف مُبادرات الفَجوة الرَقمية التَقليدية، لم يكن التركيز الإستراتيجي لمركز سد الفجوة الرقمية على الحصول على التكنولوجيا ولكن على مساعدة المجتمعات المُستهدفة على تحقيق تطبيق ناجح لتكنولوجيا المعلومات والاتصالات.
مركز سد الفجوة الرقمية كان مشروعًا مُستندًا علي وحدة غير أَكاديمية تعمل مع المجتمعات الريفية في ولاية واشنطن، ومُنظمات المُجتمع التِقَني في ولاية واشنطن، بالإضافة إلي أحد عشر بلدا أفريقيًا وأفغانستان. وهذا التركيز على المجتمعات الريفية المَحلية بالتوازي مع البلدان النامية هو تمييز خاص آخر والذي جعل مركز سد الفجوة الرقمية فريداً بين نُظرائه.
كانت المكاتب الرئيسية للمركز موجودة في حَرم جامعة واشنطن في سبوكين مع مكاتب إضافية في الحَرم الجامعي الرئيسي في بولمان، وأولمبيا، وكيركلاند، وكابول بأفغانستان.